# Kézi videójáték-konzol

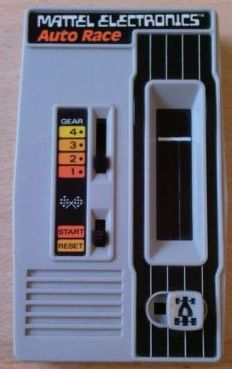
A legelső kézi videójáték-konzol, a Mattel Auto Sport, amely 1976-ban jelent meg.

A kézi videójáték-konzol (más néven kézikonzol vagy hordozható konzol) olyan videójáték-konzol, amely hordozható, beépített kijelzővel és irányítóval rendelkezik, így az ember bárhová elviheti, és játszhat vele.
A legelső kézikonzol az amerikai Mattel 1976-ban bemutatott Auto Sport nevű terméke volt, amelynek egyetlen beépített játéka volt. Később 1979-ben a Milton Bradley megjelentette a Microvisiont, amely cserélhető ROM-kazettákat is fogadott. A kézikonzolok a Game Boy megjelenésével váltak népszerűvé, amely cserélhető kazettákon komplikáltabb játékok futtatására volt képes útközben is.